# ブエナビスタ (コロラド州)
ブエナビスタ（英: Buena Vista）は、アメリカ合衆国コロラド州のチャフィー郡にある町。人口は2,855人（2020年）。
都市名の由来は「美しい景観」を意味するスペイン語から。

## 歴史

### 町の成立から交通の要衝へ
1864年、現在のブエナビスタとなるアーカンソー川沿いの谷地に入植者が集落を形成する。
アーカンソー川の豊富な水源が農作業に最適な事からの入植であった。
1879年、町政施行によりブエナビスタが町となった。
命名はアルシナ・デルハイマーが行い。その際町名（Buena Vista）の読み方が「ビューナ・ビスタ」（"Byoo-na Vista"）とアメリカ式の読み方に制定された。由来となっているスペイン語系の読み方では「ブヴィナ・ビースタ」（"Bwenna Veesta" ）と違い、他にも本項で使用している「ブエナビスタ」読みも存在しているため。
混乱を避ける目的として多くの地元民は、「ビューニー」（"Biewnie"）か、頭文字からの「BV」の愛称を用いる。
1880年、チャフィー郡庁舎がグラナイトからブエナビスタへ移動し、ブエナビスタがチャフィー郡庁所在地となった。
1890年代は公園、学校、霊園など公共インフラが建設されるなどし、1894年には、電力、電話回線が開通した。
ブエナビスタは、サライダからアーカンソー川渓谷を辿りコロラド州下有数の炭鉱都市レッドビルへ向かう炭鉱夫、行商人、旅行客の経由地として賑わった。

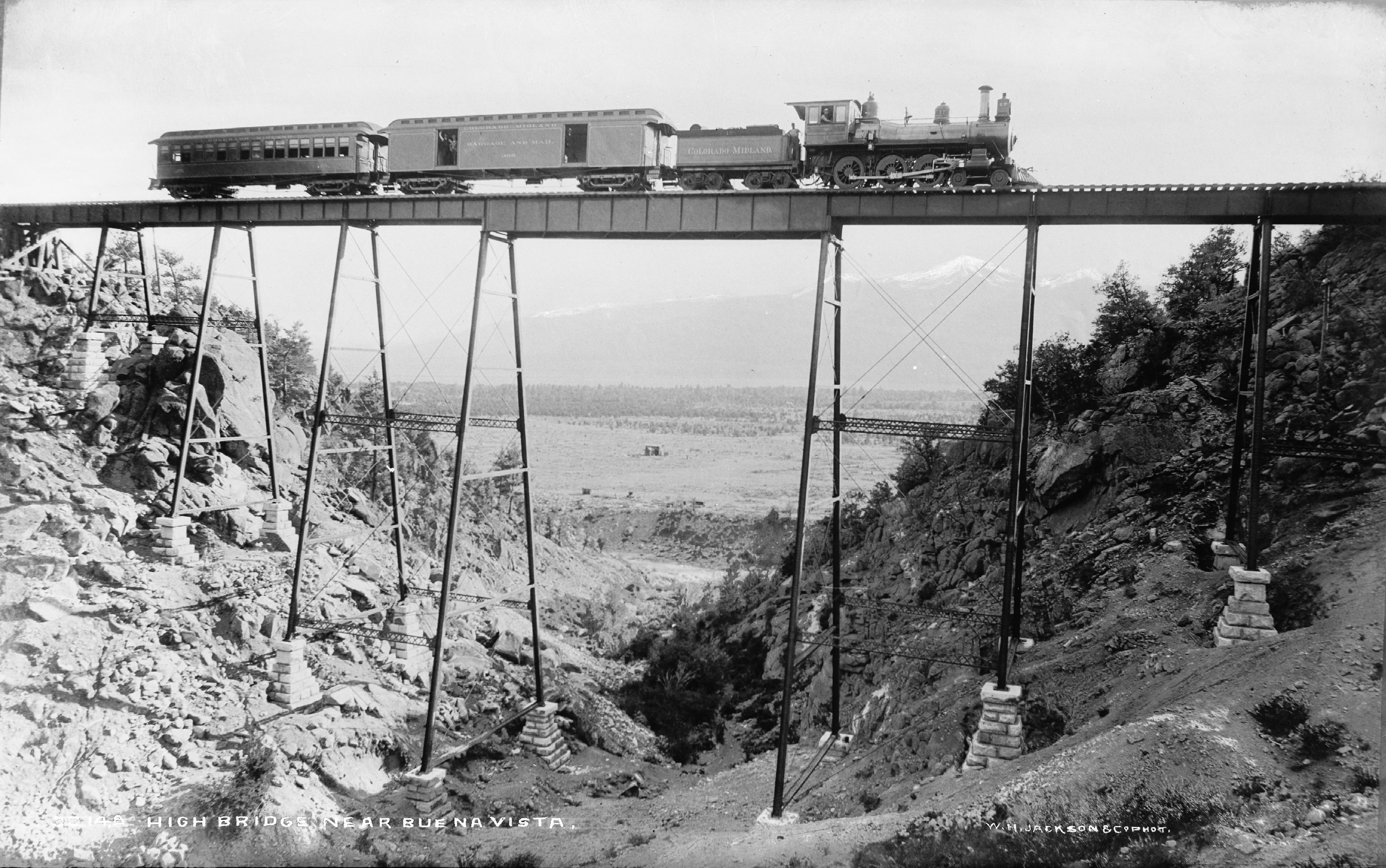
ブエナビスタ近郊を往く汽車

駅馬車の停留所や鉄道駅も建設され、デンバー＆リオグランデ鉄道、サウスパーク＆パシフィック鉄道そしてコロラド・ミッドランド鉄道の三社が乗り入れる一大ジャンクション駅となった。
また、アーカンソー川の豊富な水源と平地が農業に向いており、当時近隣の鉱山都市に良く起きていた一時のみの人口増加の'boom, bust'サイクルはブエナビスタでは起きなかった。
1928年、町の総人口がブエナビスタの総人口を超えたサライダにチャフィー郡庁所在地の座を譲り、1880年から48年に渡る郡庁所在地の歴史に幕を下ろした。

### 町議員による町長への解職要求騒動（2008年‐2010年）
2008年10月29日、当日発行のチャフィーカウンティタイムズ紙に、当時の町長であったカーラ・ラッセルの書くコラムが掲載された。タイトルは"How big a payoff do you want?"日本語訳で「どの位の見返りが欲しいのですか？」であり、当時進行中であったブエナビスタにおける土地開発事業の明暗についての意見文であった。
町長の意見に対して複数の町議会議員が、議会における町内のコットンウッド・メドーズ・ディベロプメントへの追加開発案が21票の僅差で否決された理由として。コラムの不動産開発への批評が影響によるものとした。
同年11月10日、町議6名が町長に対し解職請求（リコール）を要求し、ラッセル町長は議会にて意見聴取を行った。
2週間後に議会は議員による解職請求を最適な手段では無いとし、要求を撤回した。
議会の判断の裏には、ラッセル町長の弁護士による解職請求がアメリカ合衆国憲法修正1条に違反すると言う通告が関係しているとされている。
2010年4月16日、ラッセル元町長はブエナビスタ町と町議5名をアメリカ合衆国憲法修正1条違反で訴えた。
同年7月9日、同日発行のマウンテン・メール紙は、ブエナビスタ町とラッセル元町長が和解し訴えを取り下げたと報じた。同紙によると、ブエナビスタ町から金額は不明なるも慰謝料と正式な謝罪をラッセル氏が受け取ったされる。

## 地理
ブエナビスタはアーカンソー川沿いの谷地に位置し、ロッキー山脈を構成するサワッチ連峰を西に、モスキート連峰を東に望む。また近郊にはコットンウッド、プリンストン等の温泉も点在する。

### 気候

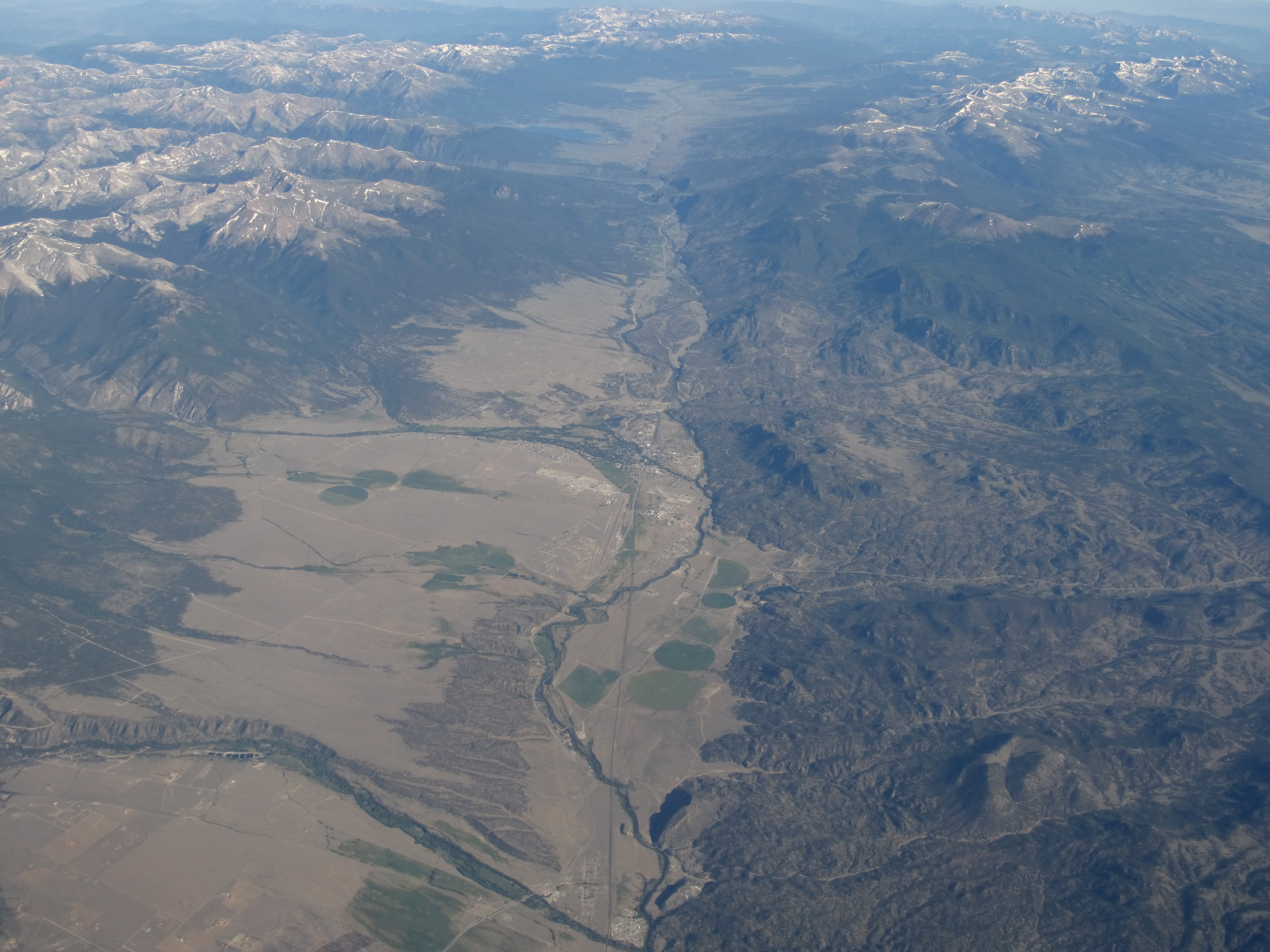
ブエナビスタの空撮写真

ケッペンの気候区分では、ステップ気候に属しており、夏冬問わず気候は乾燥している。
|                | 1月  | 2月  | 3月 | 4月 | 5月  | 6月  | 7月  | 8月  | 9月  | 10月 | 11月 | 12月 |
| -------------- | ---- | ---- | --- | --- | ---- | ---- | ---- | ---- | ---- | ---- | ---- | ---- |
| 平均気温（°C） | ‐3.7 | ‐2.3 | 1.5 | 5.0 | 10.3 | 15.4 | 18.3 | 17.0 | 12.8 | 6.9  | 0.9  | ‐3.8 |
| 降水量（mm）   | 7.4  | 10   | 18  | 24  | 27   | 23   | 40   | 51   | 26   | 22   | 10   | 10   |
| 降雪量（cm）   | 12   | 14   | 22  | 14  | 6.1  | 0    | 0    | 0    | 0    | 4.6  | 11   | 16   |

## 人口動勢
2000年の国勢調査で、ブエナビスタは人口2,855人、978世帯、及び622家族が暮らしている。ブエナビスタの人種的な構成は白人96.81%、アフリカン・アメリカン0.09%、先住民0.64%、アジア0.27%、その他の人種0.73%、この人口の4.74%はヒスパニックまたはラテン系である。

## 交通

### 公共交通
ブエナビスタにはセントラル・コロラド地域空港があるが過去含め旅客機の定期便は運航されていない。
近隣のハリエット・アレクサンダー飛行場（サライダ）、レイク郡空港（レッドビル）もゼネラルアビエーションのみの利用に限られる。
現在、ブエナビスタへの公共交通はバスに限られる。
- バスタング（デンバー・ガニソン線）ブエナビスタ停留所[12]

### 道路
ブエナビスタ市街地南部において、アメリカ国道285号線（テキサス州サンダーソン - コロラド州デンバー）と国道24号（ミシガン州クラークストン - コロラド州ミンターン）が分岐する。